# Gasteria batesiana
Gasteria batesiana là một loài thực vật có hoa trong họ Măng tây. Loài này được G.D.Rowley mô tả khoa học đầu tiên năm 1955.

## Hình ảnh

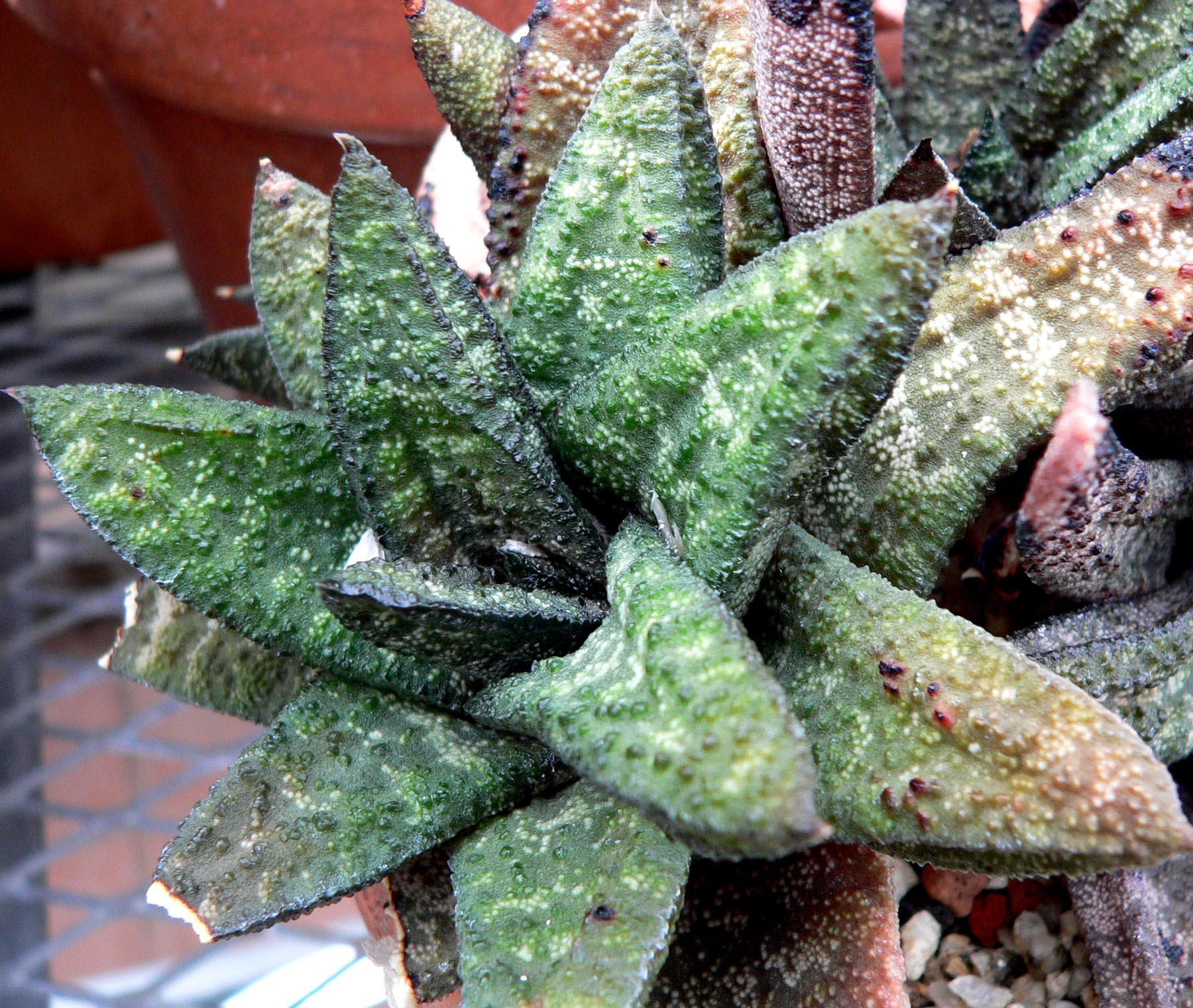
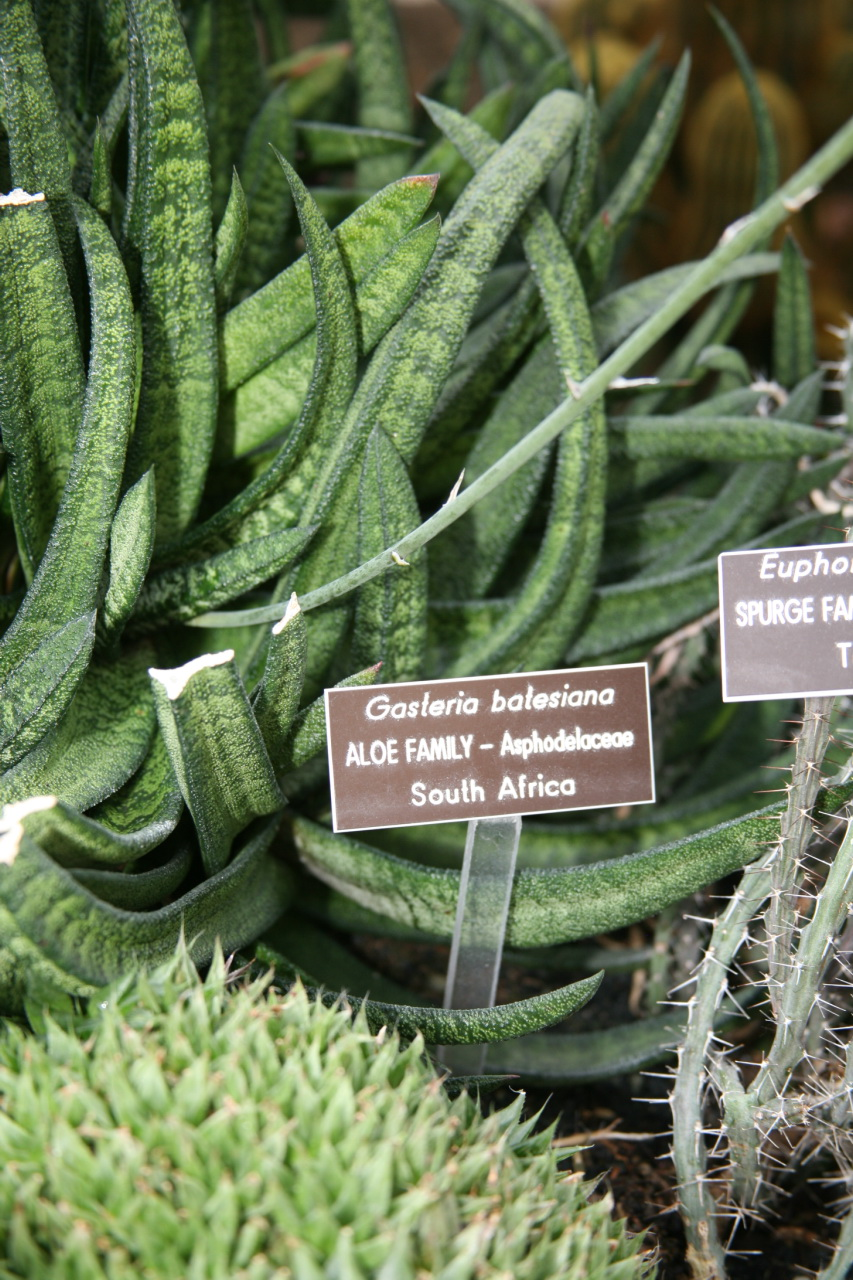
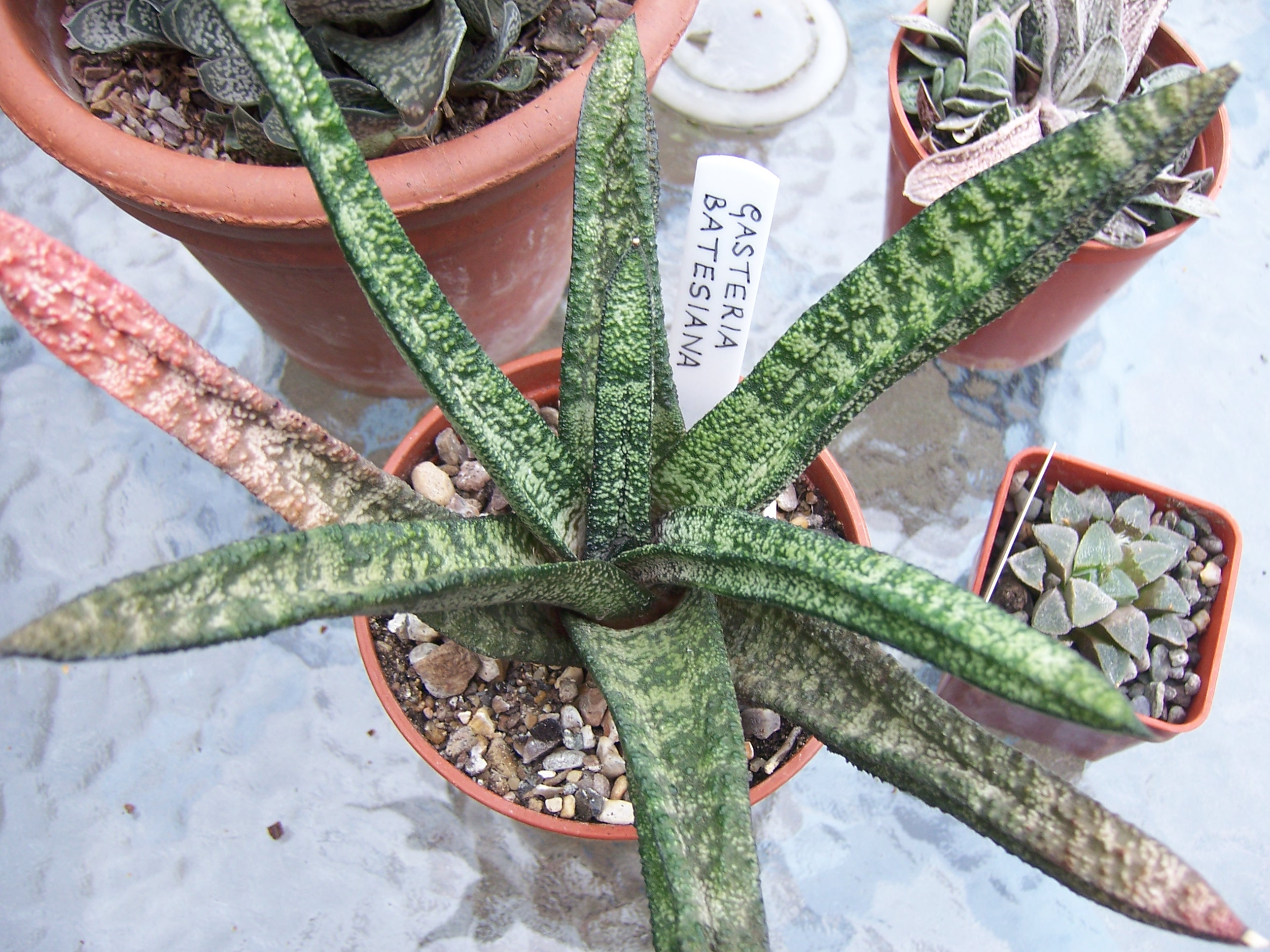
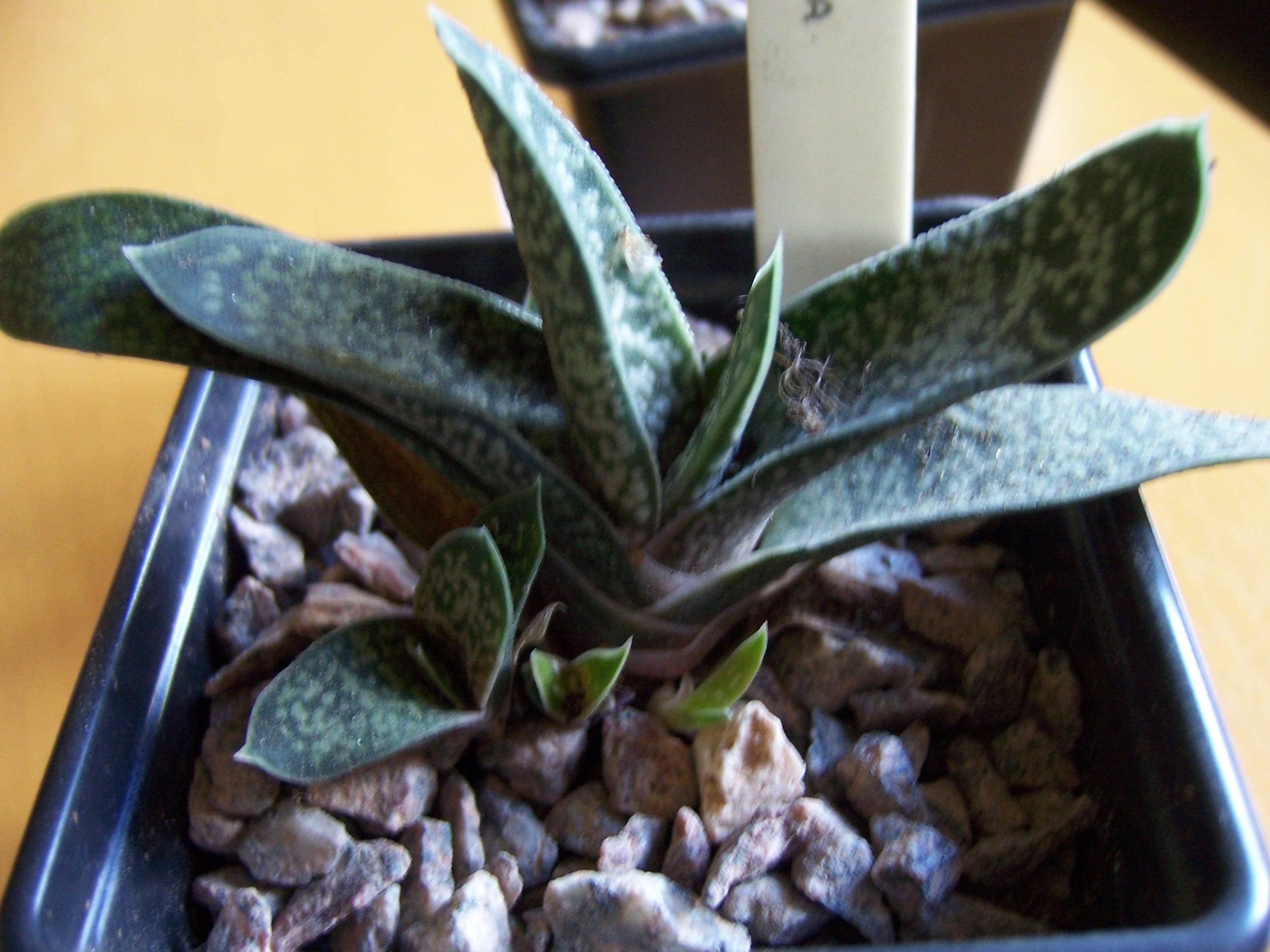